# Лебедка (Кировская область)
Лебёдка — деревня в Сунском районе Кировской области в составе Большевистского сельского поселения.

## География
Находится недалеко от северной окраины районного центра поселка Суна.

## История
Известна с 1722 года как деревня подле Лебедку речки Успенского Трифонова монастыря с 2 дворами и населением 11 душ, в 1764 числилось 9 жителей. В 1873 здесь (деревня Лебедская) учтено было дворов 5 и жителей 41, в 1905 4 и 44, в 1926 4 и 25, в 1989 оставалось 32 жителя.

## Население
Постоянное население составляло 30 человек (русские 100 %) в 2002 году, 32 в 2010.